# Pirita jõgi
Pirita jõgi är ett vattendrag i Estland. Den är 107 km lång. Källan ligger i mossen Pususoo i Kose kommun i landskapet Harjumaa, nära gränsen till Järvamaa. Pirita rinner åt nordväst och mynnar i Tallinnbukten i Finska viken i distriktet Pirita i huvudstaden Tallinn. Den är reglerad vid Paunkülareservoaren i Kose kommun och Vaskjalareservoaren i Rae kommun. Vid Paunkülareservoaren förbinds Pirita med Jägalafloden via Sae-Paunkülakanalen och vid Vaskjalareservoaren förbinds Pirita med sjön Ülemistesjön genom Vaskjala-Ülemistekanalen. Pirita passerar ett flertal småköpingar (estniska: alevik): Ardu, Ravila, Kose, Kose-Uuemõisa, Jüri och Lagedi.

## Galleri

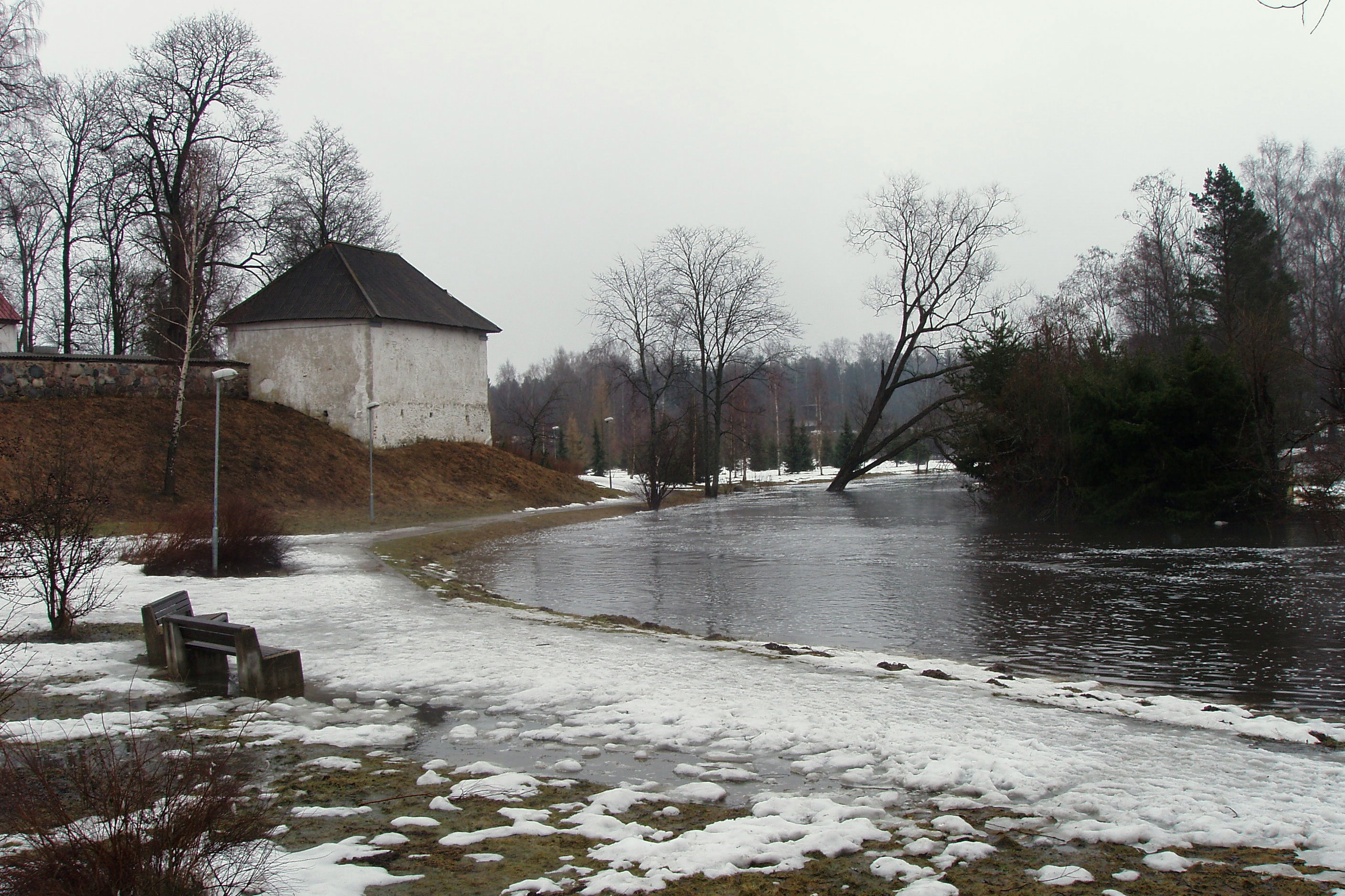
Vårflod i Kose
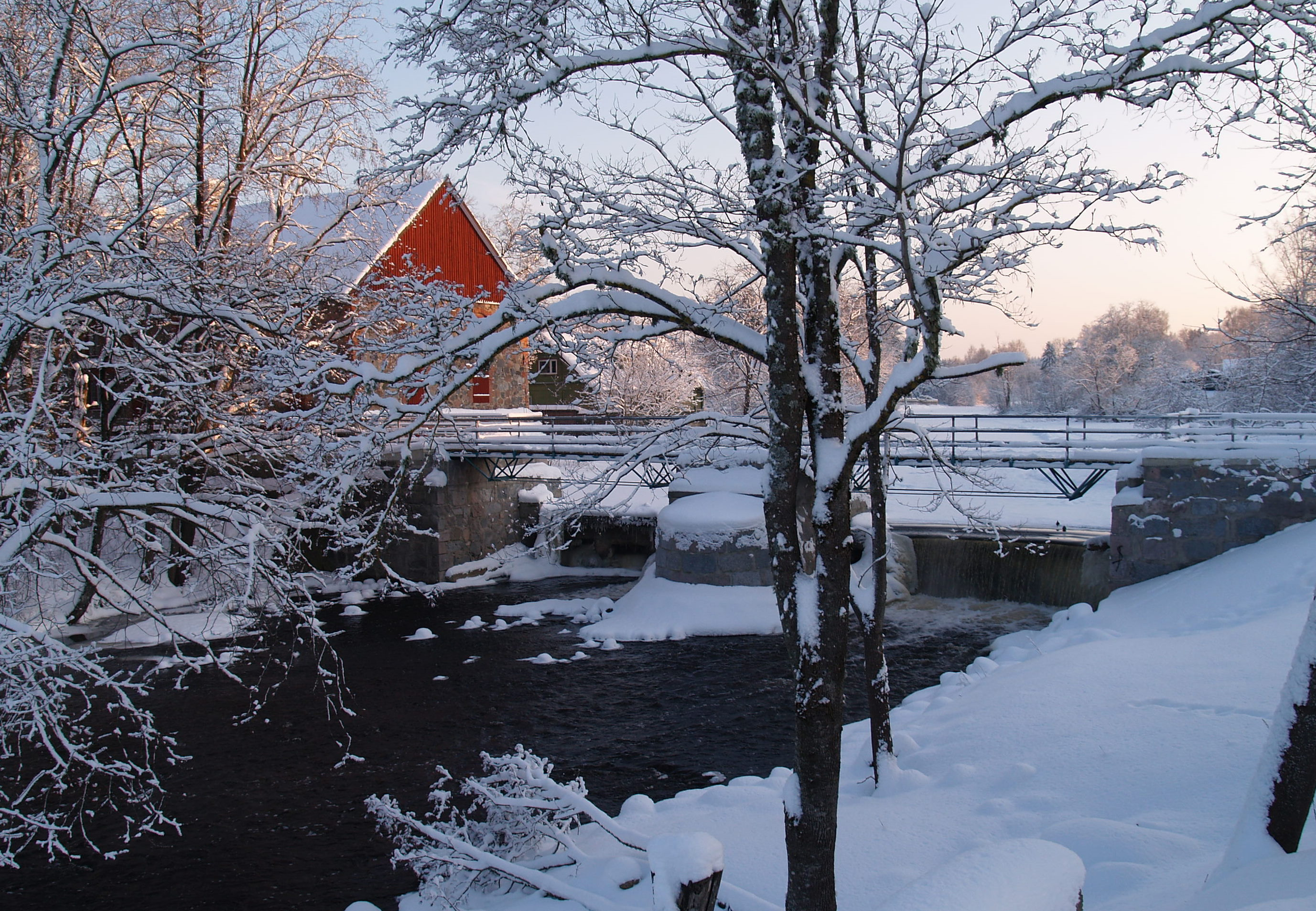
Gångbro i Kose.
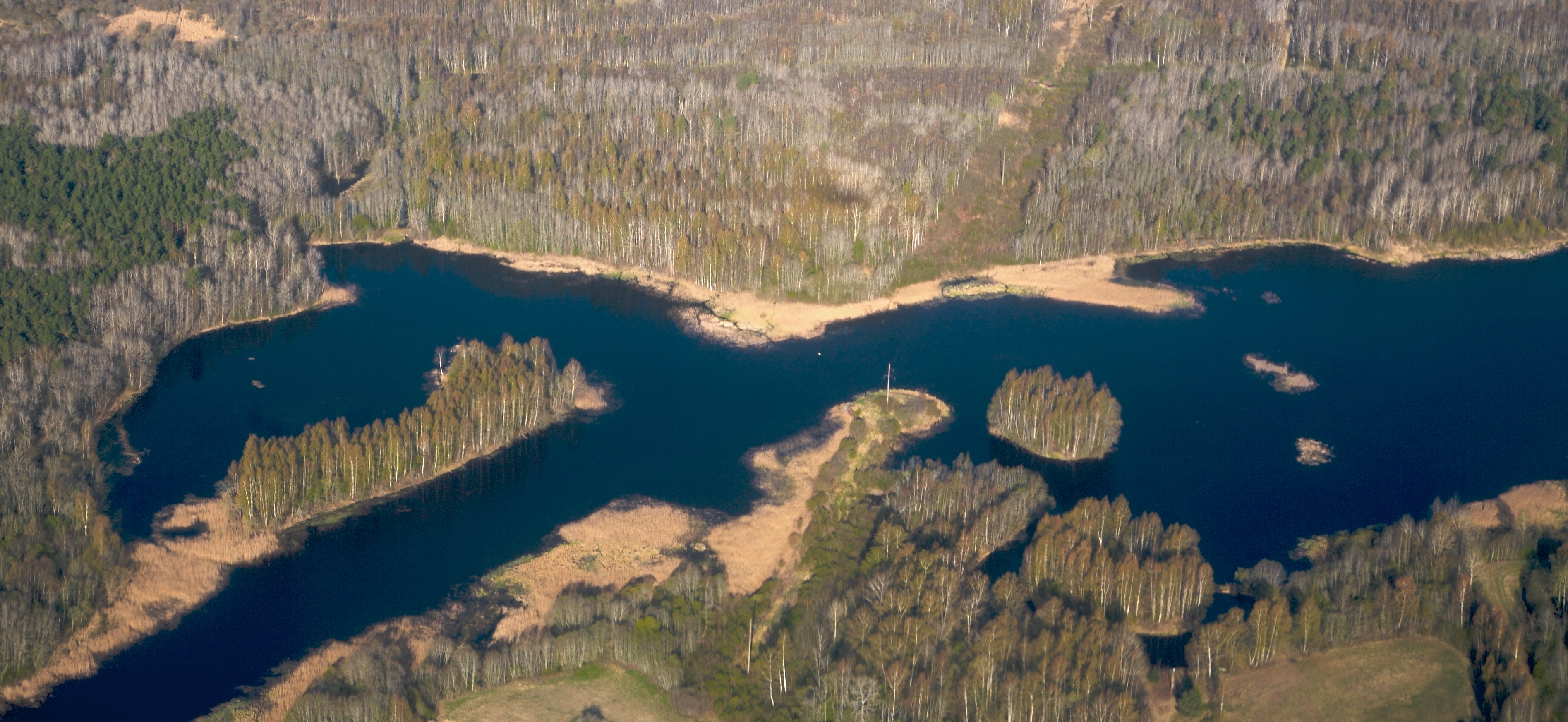
Flygbild över Pirita vid Jüri.
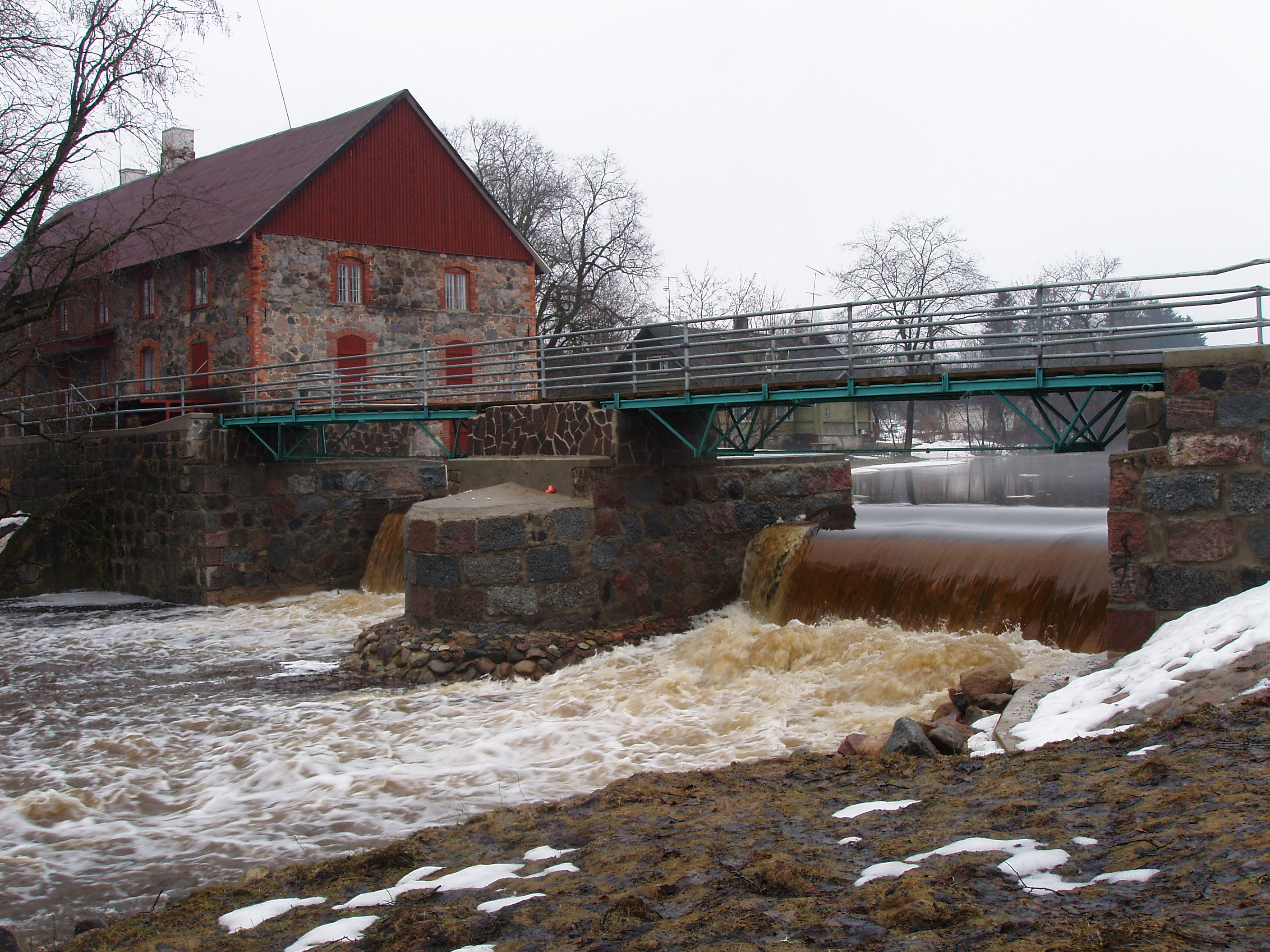
Kose